# 임무형 전술
임무형 전술(독일어: Auftragstaktik 아우프트락슈탁틱[*])은 임무를 달성하는 세세한 수단보다 임무의 수행 결과를 강조하는 전술형태다. 임무형 전술은 19세기 이래로 독일계 국가의 군대(제국군・국방군・연방군)의 중심 교리였다. 
임무형 전술에서 사령관은 예하 지휘관들에게 분명하게 정의된 목표, 그리고 그 목표를 성취하기 위해 필요한 병력, 그리고 목표를 언제까지 성취해야 하는지 기한을 부여한다.  그러면 예하 지휘관들은 각자 독립적인 재량 하에 목표를 달성하기 위해 움직이며, 작전 및 전술 수준에서 상당히 고도의 재량과 유연성을 부여받는다. 임무형 전술이 성공적으로 작동하기 위해서는 예하 지휘관들이 전략목표를 발령한 사령관의 의도를 정확하게 이해할 수 있어야 하고, 독립적으로 행동할 수 있도록 충분한 훈련을 받아 유능해야 한다. 

## 같이 보기
- 전격전